# Schädellage
Bei der Schädellage oder Kopflage liegt das Kind im Mutterleib in Längsrichtung, also längs entlang der vertikalen Achse der Mutter, und mit dem Kopf nach unten. Weitere Möglichkeiten der kindlichen Ausrichtung sind die Beckenendlage und die Querlage.
Bei der Schädellage handelt es sich hierbei um die regelrechte, also die häufigste, normale Lage bei der Geburt des Kindes (96 %).

## Stellung (Positio)
Neben der Lage des Kindes, welche das Verhältnis der Längsachse des Kindes zur Längsachse der Mutter beschreibt (Längslage, Querlage, Schräglage), gibt es noch die Stellung des Kindes. Diese beschreibt in der Praxis die Position des kindlichen Rückens. Es wird unterschieden zwischen der 1. und der 2. Stellung (häufig abgekürzt mit den Römischen Ziffern I und II), wobei die Ziffern die Stellung des Rückens bezeichnen. I. bedeutet, der Rücken liegt links, II. bedeutet, der Rücken liegt rechts.
Bei der Querlage beurteilt man die Lage des kindlichen Kopfes. Befindet er sich auf der linken Seite, handelt es sich um eine I. Querlage, befindet er sich auf der rechten Seite, handelt es sich um eine II. Querlage.
Eine Auswahl von möglichen Haltungsanomalien. Bei der unproblematischen Geburt geht der kindliche Kopf bis zum Erreichen des Beckenausgangs in eine Beugehaltung über. Bleibt aber die Beugehaltung mehr oder weniger aus oder nimmt der Kopf sogar eine Streckhaltung (Reklination) ein, so sind folgende Möglichkeiten gegeben:
- Scheitellage,
- Vorderhauptslage,
- Stirnlage,
- Gesichtslage.[2] Diese Lageanomalien sind selten.

|  |  |  |
|  |  |  |
|  |  |  |

## Haltung (Habitus)
Diese beschreibt die Längsachse des kindlichen Kopfes in Relation der Längsachse zum kindlichen Rumpf. Man findet bei ausgetragenen Schwangerschaften in 92–93 % der Fälle eine vordere Hinterhauptslage. Die hintere Hinterhauptslage tritt in 3,5 %, die Deflexionslagen (Vorderhaupt-, Stirn- und Gesichtslage) in 1 % der Fälle auf.

## Einstellung
Ist die Einstellung des Kindskopfes nicht regelrecht zum Geburtskanal, spricht man von einer Einstellungsanomalie.